# 신북 나들목
신북 나들목(Sinbuk IC)은 경기도 포천시 신북면 가채리에 설치된 세종포천고속도로의 10번 교차로이자 세종포천고속도로의 종점이다.

## 연혁
- 2012년 6월 5일 : 구리포천고속도로 신설을 위해 포천시 도시계획시설 교통광장에 신북면 가채리 일원을 신북 나들목으로 고시[1]
- 2014년 12월 24일 : 구리포천고속도로 민간투자사업 실시계획 변경으로 인해 포천시 도시계획시설 교통광장 면적 변경[2]
- 2017년 6월 30일 : 세종포천고속도로 구리 ~ 포천 구간 개통과 함께 통행 개시[3]

## 구조물 정보
- 위치: 경기도 포천시 신북면 가채리
- 영업소(신북 요금소): 경기도 포천시 군내면 반월산성로 204-102

## 접속하는 도로
- 국도 제43호선 (호국로) 동송 신철원 와수리
- 반월산성로

## 신북 요금소
신북 요금소(新北料金所, Sinbuk TG)는 경기도 포천시 군내면 하성북리 322-3에 위치한 세종포천고속도로 본선 상의 요금소이다. 
2017년 6월 30일 세종포천고속도로 구리 ~ 포천 구간이 개통되면서 영업을 개시했으며, 관리는 한국도로공사 신북영업소, 서울북부고속도로 신북영업소에서 하고 있다.